# Abelar: Povestea unui imperiu străvechi
Abelar: Povestea unui imperiu străvechi (în engleză Tales of an Ancient Empire) este un film fantastic de sabie și vrăjitorie din 2010 regizat de Albert Pyun. Rolurile principale au fost interpretate de actorii Kevin Sorbo, Michael Paré, Whitney Able, Melissa Ordway, Ralf Moeller, Lee Horsley și Victoria Maurette. Este o continuare a debutului regizoral al lui Pyun, The Sword and the Sorcerer (1982).

## Prezentare
Regina Ma’at își găsește regatul Abelar atacat când căutătorii de comori deschid accidental mormântul reginei vampirilor Xia. Regina își trimite sora vitregă, Prințesa Tanis, în orașul răufăcătorilor Douras pentru a-și găsi adevăratul tată, astfel încât să poată salva regatul.
Între timp, servitoarea Kara, care are același tată cu Tanis, dar mama ei este Xia și descoperă că (Xia) este cu adevărat un vampir și începe să-l vâneze pe Tanis. Odată ajunsă în Douras, Prințesa îl găsește pe fratele ei vitreg Aedan și îl convinge s-o ajute. Împreună o găsesc pe sora vitregă Malia, o altă soră vitregă Rajan și fiica ei Alana. Cu acest grup mic, ei plănuiesc să o împiedice pe regina vampirilor Xia.

## Distribuție
- Kevin Sorbo - Aedan
- Michael Paré - Oda
- Whitney Able - Xia
- Melissa Ordway - Princess Tanis
- Sarah Ann Schultz - Malia
- Janelle Giumarra - Rajan
- Inbar Lavi - Alana
- Jennifer Siebel Newsom - Queen Ma'at
- Ralf Moeller - General Hafez
- Matthew Willig - Giant Iberian
- Victoria Maurette - Kara
- Lee Horsley - Talon
- Sasha Mitchell - Rodrigo